# Jaime Matamala
Jaime Gustavo Matamala Guerrero (Talca, Chile, 1 de enero de 1963-Talca, 17 de marzo de 2024) fue un futbolista chileno que jugó de defensa. 

## Trayectoria
Oriundo de Talca, inició su carrera en el fútbol en las divisiones inferiores del Club Deportivo y Social Talca National FC, para luego pasar a las divisiones inferiores de Rangers, donde debutó como profesional. Durante la década de los 80 fue un jugador emblema del equipo talquino, sobre todo en las recordadas campañas de 1983, 1985 y 1989. Formó parte del plantel rojinegro que logró el campeonato de Primera B en 1988.
Luego de un paso por Unión Española en 1990, para la temporada siguiente llega a Deportes Temuco en la Primera B. Nuevamente logra un título de la división de plata del fútbol chileno, esta vez derrotando en la final a Huachipato. También formó parte del plantel de 1993 que logró clasificar a la Liguilla Pre-Libertadores. Terminada la primera fase de Copa Chile 1994, firma por Santiago Wanderers de la Primera B, en donde se retira a fines de ese mismo año.

## Fallecimiento
Matamala sufría de Diabetes, estando a maltraer en cuanto a su salud. Producto de las consecuencias de dicha enfermedad, la mañana del 17 de marzo de 2024 falleció en su natal Talca.

## Clubes
| Club               | País  | Año       |
| ------------------ | ----- | --------- |
| Rangers            | Chile | 1983-1989 |
| Unión Española     | Chile | 1990      |
| Deportes Temuco    | Chile | 1991-1994 |
| Santiago Wanderers | Chile | 1994      |

## Palmarés

### Campeonatos nacionales
| Título    | Club            | País  | Año  |
| --------- | --------------- | ----- | ---- |
| Primera B | Rangers         | Chile | 1988 |
| Primera B | Deportes Temuco | Chile | 1991 |